# Ала-Тоо (журнал)
«Ала-Тоо» (с кирг. — «Снежные горы») — ежемесячный киргизский литературно-художественный журнал, орган Союза писателей Кыргызстана.

## История
Журнал был основан в 1931 году во Фрунзе писателем и поэтом Аалы Токомбаевым. Первоначально журнал выходил под названием «Наступление». В 1937-1939 годах начал носить название «Ала-Тоо», в 1942-1956 годах — «Советский Киргизстан», с 1956 года — «Ала-Тоо».
Журнал публикует литературно-критические статьи, посвящённые нерешённым проблемам советской литературы в Киргизии, очерки, отражающие тяжёлый труд деятелей сельского хозяйства, а также произведения киргизской, русской и мировой литературы.
К 1968 году тираж журнала достиг 29 тысяч экземпляров.